# Michael Baumgarten

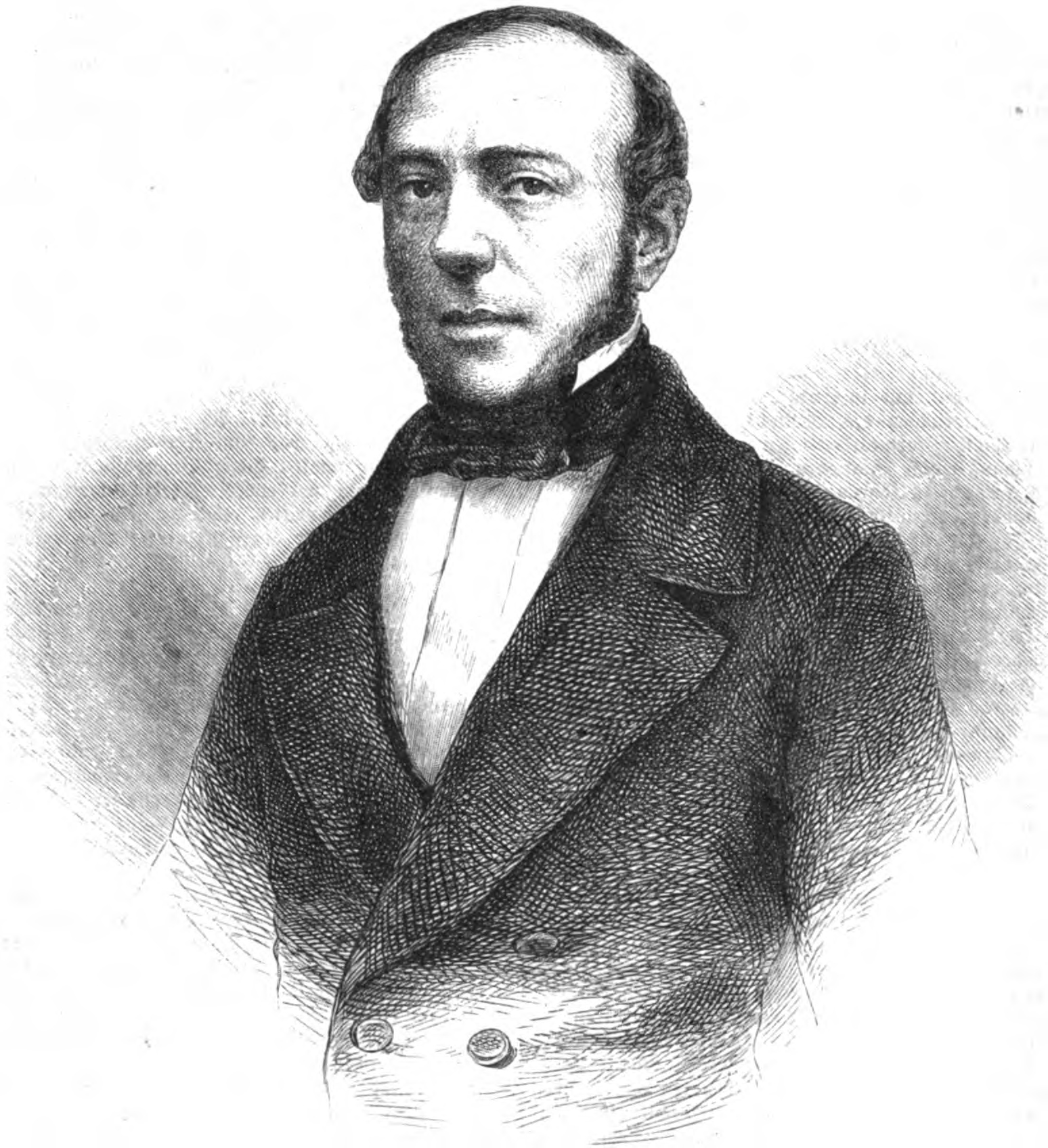
Michael Baumgarten (1860)

Michael Baumgarten (* 25. März 1812 in Haseldorf, Herzogtum Holstein; † 21. Juli 1889 in Rostock) war ein protestantischer Theologe.

## Leben
Michael Baumgarten entstammte einer alten Haseldorfer Bauernfamilie. Seine Eltern waren der Hofbesitzer und Deichgraf Hinrich Baumgarten (1774–1853) und dessen Frau Anna Catharina (1790–1832), Tochter des Johann Hauschild. Baumgarten besuchte die Schule in Altona und studierte ab 1832 Evangelische Theologie an der Christian-Albrechts-Universität zu Kiel und der Friedrich-Wilhelms-Universität zu Berlin. 1839 habilitierte er sich in Kiel. Zunächst stark vom Pietismus beeinflusst, näherte er sich der konservativen Theologie des Johann Christian Konrad von Hofmann an. Er wurde 1846 Pastor an der Pfarrkirche St. Michaelis in Schleswig, wo er 1848 die deutsche Nationalbewegung in der Schleswig-Holstein-Frage gegen die Integration in den Dänischen Gesamtstaat unterstützte und den Aufstand auch theologisch rechtfertigte. Nach dem Scheitern der Schleswig-Holsteinischen Erhebung musste er 1850 aus Schleswig fliehen und wurde noch im selben Jahr ordentlicher Professor der Theologie in Rostock.
Baumgarten war streng bibelgläubig und allem hierarchischen Gehabe in der Kirche abhold. Er war überzeugt, dass ein System wie das des Kirchenrechtes dem Wesen einer auf Gottes Geist vertrauenden Gemeinde widerspreche. So geriet er schon bald nach seiner Berufung nach Rostock mit dem Oberkirchenrat der Evangelisch-Lutherischen Landeskirche Mecklenburgs, dessen prägende Persönlichkeit Theodor Kliefoth war, in Zwiespalt. Als er auf einer Pfarrkonferenz in Parchim gegen die Einführung zeremonial-gesetzlicher Grundsätze in die Sonntagsfeier eiferte und arglos eine Prüfungsfrage stellte, ob sich eine Revolution aus der Heiligen Schrift rechtfertigen lasse, wurde er am 5. November 1856 aus der theologischen Prüfungskommission entlassen. Am 6. Januar 1858 wurde er unter Nichtachtung des für solche Fälle vorgeschriebenen Verfahrens auf Grund des von Otto Carsten Krabbe verfassten Konsistorialerachtens seiner Professur enthoben. Man warf ihm unter anderem vor, die in der Konkordienformel festgelegte Kirchenlehre zu bekämpfen und damit eine eidlich angelobte Verpflichtung gebrochen zu haben.
Auf Grund der daraufhin von ihm herausgegebenen Schriften Eine kirchliche Krisis in Mecklenburg (Braunschweig 1858), Der kirchliche Notstand in Mecklenburg (Leipzig 1861), An die Freunde aus dem Gefängnis (Berlin 1862) etc. wurde er wegen Preßvergehen zweimal zu Haft und Geldbuße verurteilt.
In Rostock lebend wirkte Baumgarten unermüdlich durch Schriften und öffentliche Vorträge für eine Neugestaltung der deutschen evangelischen Kirche und war bis 1877 im Deutschen Protestantenverein Hauptvertreter der bibelgläubigen Richtung. Baumgarten prangerte die Judenfeindlichkeit des preußischen Hofpredigers Adolf Stoecker an. Er scheute sich auch nicht, Martin Luthers Ausfälle gegen die Juden eine „schwere Versündigung“ zu nennen, „welche wir, die wir uns nach seinem Namen nennen, oder zu seiner Lehre bekennen, wieder gut zu machen haben“.
Von 1874 bis 1881 saß Baumgarten für den Reichstagswahlkreis Großherzogtum Mecklenburg-Schwerin 5 im Reichstag (Deutsches Kaiserreich). Als Mitglied der Fortschrittspartei trat er für die Zivilstandsgesetze ein. Im Verlaufe seiner ersten Legislaturperiode trat er aus der Fraktion der Fortschrittspartei aus, war zeitweise fraktionslos und schloss sich 1877 und 1878 der Fraktion lediglich als Hospitant an. Gegen Ende seiner Abgeordnetenzeit trat er zur Nationalliberalen Partei über.

## Schriften
- Theologischer Kommentar zum Alten Testament. Band 1: Theologischer Commentar zum Pentateuch Kiel 1843–1844
  - Teil 1: Vom Anfang bis zum Gesetz
  - Teil 2: Gesetzgebung
- Apostelgeschichte, oder Entwicklungsgang der Kirche von Jerusalem bis Rom. 2 Bände. 2. Aufl., Braunschweig 1859
- Die Nachtgesichte Sacharias: Eine Prophetenstimme an die Gegenwart. Neue Ausgabe, Braunschweig 1858
- Die Geschichte Jesu. Braunschweig 1859
- Schleiermacher als Theologe für die Gemeinde der Gegenwart. Berlin 1862
- Zwölf kirchengeschichtliche Vorträge zur Beleuchtung der kirchlichen Gegenwart. Bremen 1869
- Der Protestantenverein, ein Panier im Deutschen Reich. Berlin 1871
- Kirchliche Zeitfragen in Vorträgen. Rostock 1873
- Eine Krisis innerhalb des Deutschen Protestantenvereins. Rostock 1876
- Lutherus redivivus, oder die kirchliche Reaktion. Frankfurt 1878
- Doktor Martin Luther. Volksbuch. Rostock 1883
- Professor Dr. theol. Michael Baumgarten. Ein aus 45jähriger Erfahrung geschöpfter biographischer Beitrag zur Kirchenfrage. Aus handschriftlichem Nachlass herausgegeben von Hans Hinrich Studt. 2 Bände. Homann, Kiel 1891

Digitalisat von Band 1, Universitätsbibliothek Rostock
Digitalisat von Band 2, Universitätsbibliothek Rostock